# 周育正
周育正 (英語：Chou Yu-Cheng; 1976年—) 是一位台湾艺术家。

## 生平
1976年出生于台北市，1999年毕业于國立臺灣藝術大學，2007年毕业于法国美术学院。目前居住在台北市。

## 荣誉
2011年获得台新藝術獎年度視覺藝術大獎，2012年获得台北美術獎首獎